# Charles Ledoux
Pour les articles homonymes, voir Ledoux.
Ne doit pas être confondu avec Charles Ledoux (boxe anglaise).
Charles Ledoux, né le 27 août 1837 à Paris et mort le 17 avril 1927 dans la même ville, est un ingénieur, polytechnicien devenu industriel français, fondateur de la Société minière et métallurgique de Peñarroya en Espagne (depuis devenue Imétal, puis Metaleurop et aujourd'hui Recylex).
Il est l'aïeul d'Albert Ledoux, ambassadeur de France, qui fut le représentant personnel du général de Gaulle pour toute l'Amérique du Sud pendant la Seconde guerre mondiale, et de Bruno Ledoux, un des actionnaires de référence du journal Libération. 

## Éléments de biographie
Après avoir été compagnon de Surcouf, son père  Jean-Baptiste Ledoux, issu d'une famille normande de petits propriétaires ruraux (son grand-père Marin Ledoux était boulanger à Forges-les-Eaux), rejoint Paris où il s'installe au 8, boulevard Montmartre avec son épouse Francine Thérèse Charlotte Roux pour fonder une fabrique de papier peint. C'est là, dans une famille de religion catholique que naît Charles Ernest. Il s'épanouit et poursuit brillamment ses études, tant dans le domaine des sciences que des lettres.
Âgé de 19 ans, il entre à l'École Polytechnique avec la promotion 1856, classé 13e, et de laquelle il sort classé 10e sur 112 élèves en 1858. 
À sa sortie de l'École polytechnique, il intègre l'École des mines de Paris. Il en sort en juin 1861, classé cinquième sur sept élèves.
En 1865, à l'âge de vingt-huit ans, il se convertit au protestantisme et épouse (à Arles, le 5 novembre) Louise-Augusta Levat (1844-1898), qui est la fille de Augusta Lichtenstein (1819-1885) et de Philippe-Gustave Levat dont le frère Edouard David Levat (1855-1918) sera aussi un grand prospecteur de mines.  
Sa sœur (Henriette Ledoux) a épousé Edmond Fuchs (1837-1889) qui est l'un des compagnons d'étude de Charles à l'École des mines.

## Carrière
Deux périodes se succèdent. Il passe une décennie environ comme cadre administratif au service de l'État progressant jusqu'au grade d'ingénieur en chef associé à un poste de chef d'arrondissement minéralogique de Rouen. Mais bien avant la fin de cette période il s'était constamment rapproché de l'industrie métallurgique. En 1882, il obtient un congé illimité de l’État pour se consacrer à une carrière d'industriel, tempérée de 1888 à 1897, par une activité d'enseignant à l'École des mines de Paris.  

### Fonctionnaire de l'État
En 1862, Ingénieur ordinaire du corps des mines, il est nommé à la tête de la circonscription minière de Gard-Ardèche (à Privas) où il peut exercer ses talents dans le département de l'Ardèche et celui de la Lozère. Deux sociétés sidérurgiques extrayaient du sous sols 250 000 tonnes par an de minerai de fer à partir de trois mines de fer (deux sur le gîte de Privas et une dans la région de La Voulte (soit au total près du dixième de la production nationale, envoyé vers les dix hauts fourneaux du Pouzin et de la Voulte, puis une fonderie de première fusion d'où sortaient environ 100 000 t/an de fonte (1/10e environ de la production nationale) ; c'est peut-être là que Charles prend goût à l'industrie lourde.
Il s'établit à Alès en 1864, où l’État lui confie la direction de l'École Technique des Mines d'Alès, qu'il assumera durant cinq ans (de 1869 à 1874) tout en dirigeant par intérim le service de Privas de manière à terminer les études qu'il avait lancées sur les gisements de fer de l'Ardèche. Dans le Gard, il a le loisir d'observer des mines de houille, de lignite, d'asphalte, de fer, de pyrite de fer, mais aussi de plomb, de zinc et d'antimoine, trois métaux d'intérêt stratégique pour les militaires notamment, et qu'il peut voir traiter dans plusieurs usines métallurgiques ou en lien avec une usine chimique proche. Il est aussi chargé (jusqu'en 1881) de contrôler les chemins de fer P.-L.-M. sur la rive droite du Rhône « la compétence spéciale qu'il devait montrer en ces matières était pour accroître l'autorité du contrôleur », écrit L. Aguillon dans sa notice nécrologique. En plus de ses activités normales de fonctionnaire, il étudie à cette époque la gestion et les questions de rentabilité de l'extraction.
Fin 1869, on lui confie le projet et la création d'une voie ferrée à voie étroite avec locomotives à vapeur en montagne, qui devra transporter des scories métallurgique au Laurium pour le compte de l'usine à plomb d'Ergastiria (Grèce), qui exploite les mines du Laurion (Laurium) récemment redécouvertes (en 1860).
En 1871, il part expertiser des soufrières en Sicile et en 1873, des mines de fer en Sardaigne. Il poursuit son étude sur d'autres sites comme les houillères de Ronchamp en Haute-Saône et de Champagnac dans le Cantal.

### Industriel
En 1874, alors que Ledoux est retour à Paris, Pierre Jules Callon (1815-1875), professeur réputé et chargé du cours d'exploitation minière à l'École des mines de Paris tombe malade. Ce dernier doit se retirer (il mourra l'année suivante). En partant, il confie (en 1875) à Ledoux sa charge  ingénieur-conseil des mines de Ronchamp (que Ledoux assumera jusqu'en 1907), et de celles d'ingénieur conseil pour la Société houillère et métallurgique de Bélmez exploitant le bassin houiller de Bélmez (près de Belmez en Espagne où du charbon est trouvé à partir de 1840), mais nées à Paris en 1865 d'une initiative de Parent et Schaken, deux industriels belges constructeurs de chemins de fer. En Espagne, il conseille l'entreprise et recherche de nouvelles exploitations de charbon dans la province de Cordoue. Il semble alors peu à peu envisager deux activités conjointes : exploiter le charbon, pour mieux développer l'industrie du plomb.
En 1881, il fonde la Société minière et métallurgique de Peñarroya (SMMP), destinée à fondre le minerai de plomb de Badajoz et Ciudad Real. La société rachète un ensemble de concessions minières du « bassin de la Terrible », détenu jusqu'en 1861 par la société française Los Santos, puis rachetées grâce à un capital de cinq millions de francs, entièrement libéré dès 1869, dont Mirabaud, le CIC et Cahen d'Anvers souscrivent 1,5 million en numéraire. Sous la présidence de l'Anversois Cahen, il en sera le directeur général jusqu'en 1897, puis l'administrateur délégué jusqu'en 1920. 
En 1882, il prend congé de l’État et se lance dans une carrière d'industriel, principalement centrée jusqu'à sa mort sur la gestion de cette société métallurgique. Il est en cela soutenu par d'autres grandes familles comme les Rothschild et les Mirabaud. La société se développe très vite, et en pleine Première Guerre mondiale, en 1917, alors que la demande en plomb n'a jamais été aussi grande, l'entreprise assure a elle seule le dixième de la production mondiale de plomb raffiné. 
Durant ces années, il multiplie les activités. Pour répondre aux besoins de ses usines et mines, la société se développe sur plusieurs fronts (production de coke, production de briques, de produits chimiques (acide sulfurique notamment), production de jute… Le groupe achète ou crée des usines en France, en Espagne, en Italie, dans les Balkans, en Afrique, en Amérique du Sud ou même en Australie, ce qui en fait une des premières multinationales industrielles nées en Europe.
Il réorganise la Compagnie Maritime des Chargeurs Réunis (CMCR), et en 1884, la Compagnie des mines d'Anzin-Valenciennes. Cette dernière est restée dans l'histoire avec notamment la grande grève de 1884 qui regroupa 46 000 grévistes pendant 46 jours, et aboutit à la création des syndicats par la loi Waldeck-Rousseau. Elle fut une source d'inspiration pour l'écriture de Germinal (1885) par Émile Zola.

## Enseignant
Après avoir quitté le service de l'État, il cesse quasiment d'écrire, mais de 1888 à 1897, il est « professeur d'exploitation des mines » à l'École nationale supérieure des mines de Paris où il peut faire bénéficier les élèves des connaissances concrètes qu'il a acquises sur le terrain et de nombreux retours d'expérience.

## Décès

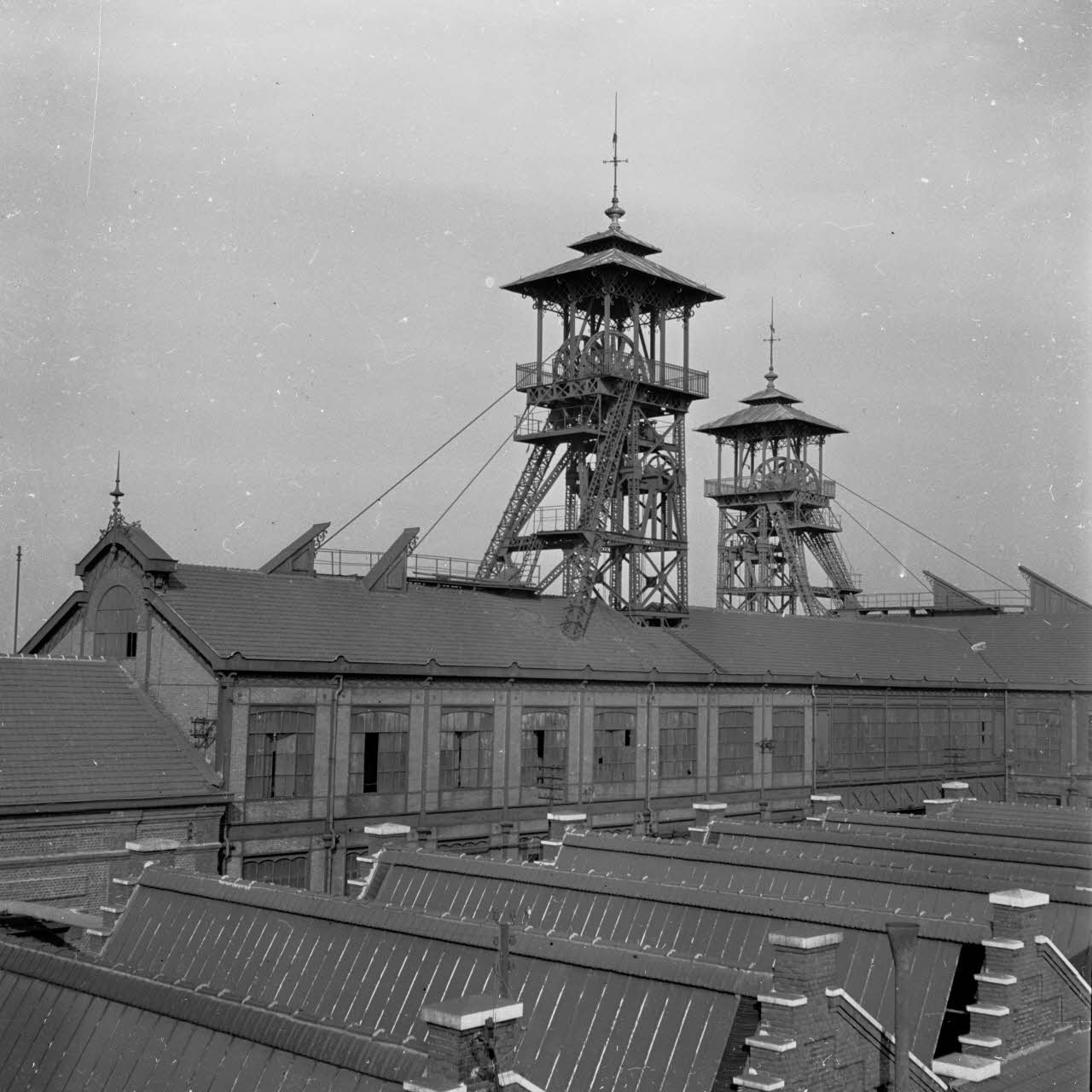
La fosse Ledoux.

Il meurt en 1927 à Paris, dans sa quatre-vingt-dixième année. 
Aujourd'hui encore, son nom est attaché à une mine : la fosse Ledoux ou Charles Ledoux de la compagnie des mines d'Anzin, ancien charbonnage du bassin minier du Nord-Pas-de-Calais.

## Publications
Presque tous les écrits de Ledoux ont été produits quand il était dans la fonction publique (hormis un texte qu'il a rédigé pour les besoins de son enseignement).
- 1864. Ledoux écrit une courte note[9] (trois pages) sur la lampe photoélectrique d'Alphonse Dumas et Camille Benoît qui semble avoir été la première lampe électrique neutre à l'égard du grisou minier, qui venait d'être décrite par Parran. Ledoux la décrit après l'avoir testée pour vérifier si comme le disait Parran, cette lampe ne provoquerait pas d'explosion en présence de grisou, même si son verre de protection venait à être accidentellement cassé.
- 1868. Ledoux produit une étude sur les gisements de minerais de fer du département de l'Ardèche, pour le conseil général de l'Ardèche et aux frais de celui-ci. Le mémoire tente d'expliquer l'origine géologique de ce fer, et est accompagné d'une carte géologique au 40 000e et de coupes géologiques des gîtes de Privas et de la Voulte (qui seront ensuite exploités industriellement, mais épuisés en quelques décennies).
- 1875. Ledoux publie un mémoire sur les mines de soufre de Sicile. C'est en quelque sorte le compte-rendu de sa mission industrielle de 1871 dans l'île.
- plusieurs articles qui seront publiés dans les Annales des Mines (de 1873 à 1879 et un en 1892) portant sur :  
  - une « description raisonnée » de quelques chemins de fer à voie étroite, une nouveauté pour l'époque. Il décrit d'abord rapidement ceux de Mokta (Algérie), Saint-Léon (Sardaigne), Rochebelle, Cessous et Trébiau), et de manière beaucoup plus détaillé celui qu'il a lui-même installé au Laurion (Grèce) en 1869 et 1870.
  - un article sur la condensation de la vapeur à l'intérieur des cylindres des machines (1877), basé sur la mécanique des fluides et reprenant des questions abordées par les physiciens de l'école de Mulhouse avec Gustave-Adolphe Hirn et ses élèves, mais avec une autre méthode et d'autres calculs ;
  - un article sur la Théorie des machines à froid (1878) ;
  - un article sur l'emploi de la détente dans les machines d'extraction (1879) ;
  - un article sur les pertes de charge de l'air comprimé et de la vapeur dans les tuyaux de conduite (nov. 1892), texte qui intègre selon son auteur toute la théorie nécessaire à construire une transmission de force par l'air comprimé ou par la vapeur.

## Distinctions
Sa carrière professionnelle est reconnue par des distinctions officielles en 1900. Il reçoit le Grand Prix de l'Exposition universelle pour son œuvre au service des mines de France, et devient Officier de la Légion d'Honneur. 

## Postérité et vie privée
Avec son épouse Louise, il a eu sept enfants :
1. Henriette (1866-1958), épouse de Henry Auriol (d'où six enfants) ;
2. Laure (1867-1948), épouse de Georges Martin (d'où six enfants) ;
3. Marguerite (1869-1962), épouse de Louis Couve de Murville (frère de Daniel Couve) (d'où deux enfants) puis d'Albert Étienne Matter (petit-fils de Jacques Matter, et d'un premier mariage père de Thérèse Matter) (d'où un fils) ;
4. Edmond Ledoux (1870-1934), père de sept enfants dont le diplomate Albert Ledoux et le traducteur Francis Ledoux ;
5. Jeanne (1871-1970), épouse de Philippe Dunant puis de Lucien Cellerier ;
6. Frédéric Ledoux (1873-1970), ingénieur civil des mines, qui succède à son père comme administrateur délégué de la Société minière et métallurgique de Peñarroya ; il épouse Emma Julie Koechlin en 1898 dont il a cinq enfants ;
7. Robert (1883-1979), non marié.

Les Ledoux forment une dynastie d'ingénieurs des mines, alliée à d'autres familles de la haute société protestante comme la famille Koechlin, les Engel, Couve de Murville, les Dunant ou Peugeot.
Propriétaire d'une grande demeure à Dinard sur la baie de Saint-Enogat, Les Houles, Charles Ledoux aimait la voile et en particulier les courses. Membre assidu du Yacht Club de France, il fit construire deux voiliers de plus de trente tonneaux : La Barda et La Lista. La Barda gagna en 1906 la première édition de la course Cowes-Dinard inaugurée par Édouard VII, roi d'Angleterre.